# Vinice (Jičínská pahorkatina)
Vinice (361 m n. m.) je vrch v okrese Trutnov Královéhradeckého kraje, ležící asi 1 km jihozápadně od obce Bílé Poličany, na příslušném katastrálním území. Vrch je zalesněný převážně jehličnatými porosty. Na západní straně jsou tři pískovny.

## Geomorfologické zařazení
Vrch náleží do celku Jičínská pahorkatina, podcelku Bělohradská pahorkatina, okrsku Miletínský úval a podokrsku Rohoznická kotlina.

## Přístup
Automobilem se dá dopravit nejblíže do Bílých Poličan nebo do blízkého okolí. Pro pěší přístup na vrchol lze využít jednu z mnoha cest zejména na západní straně. Západně od vrchu, skrz Rohoznici, vede červená turistická trasa.